# Cediranib
Le cediranib est un inhibiteur des récepteurs à activité tyrosine kinase pour le facteur de croissance de l’endothélium vasculaire  et en cours de tests dans des chimiothérapie anti-cancéreuse.

## Efficacité
Il est actif dans le cancer de l'ovaire, dans celui du rein et dans les formes récidivantes ou métastatique du cancer du col utérin. En particulier, il prolonge la survie des formes récidivantes des cancers ovariens sensibles au cisplatine de 2 mois. Les résultats semblent encourageant dans le cancer du poumon non-à petites cellules, dans le glioblastome et dans le sarcome des tissus mous.
Son efficacité est faible, utilisé en association avec une chimiothérapie de type FOLFOX/CAFOX dans le cancer du côlon. Testé dans le cholangiocarcinome, il s'avère être non efficace.

## Tolérance
Les nombreux effets indésirables du cediranib rendent son observance difficile.